# Magstatt-le-Bas
Magstatt-le-Bas (deutsch Niedermagstatt) ist eine französische Gemeinde mit 516 Einwohnern (Stand 1. Januar 2022) im Département Haut-Rhin in der Region Grand Est (bis 2015 Elsass). Sie gehört zum Kanton Brunstatt-Didenheim und zum Gemeindeverband Saint-Louis Agglomération.

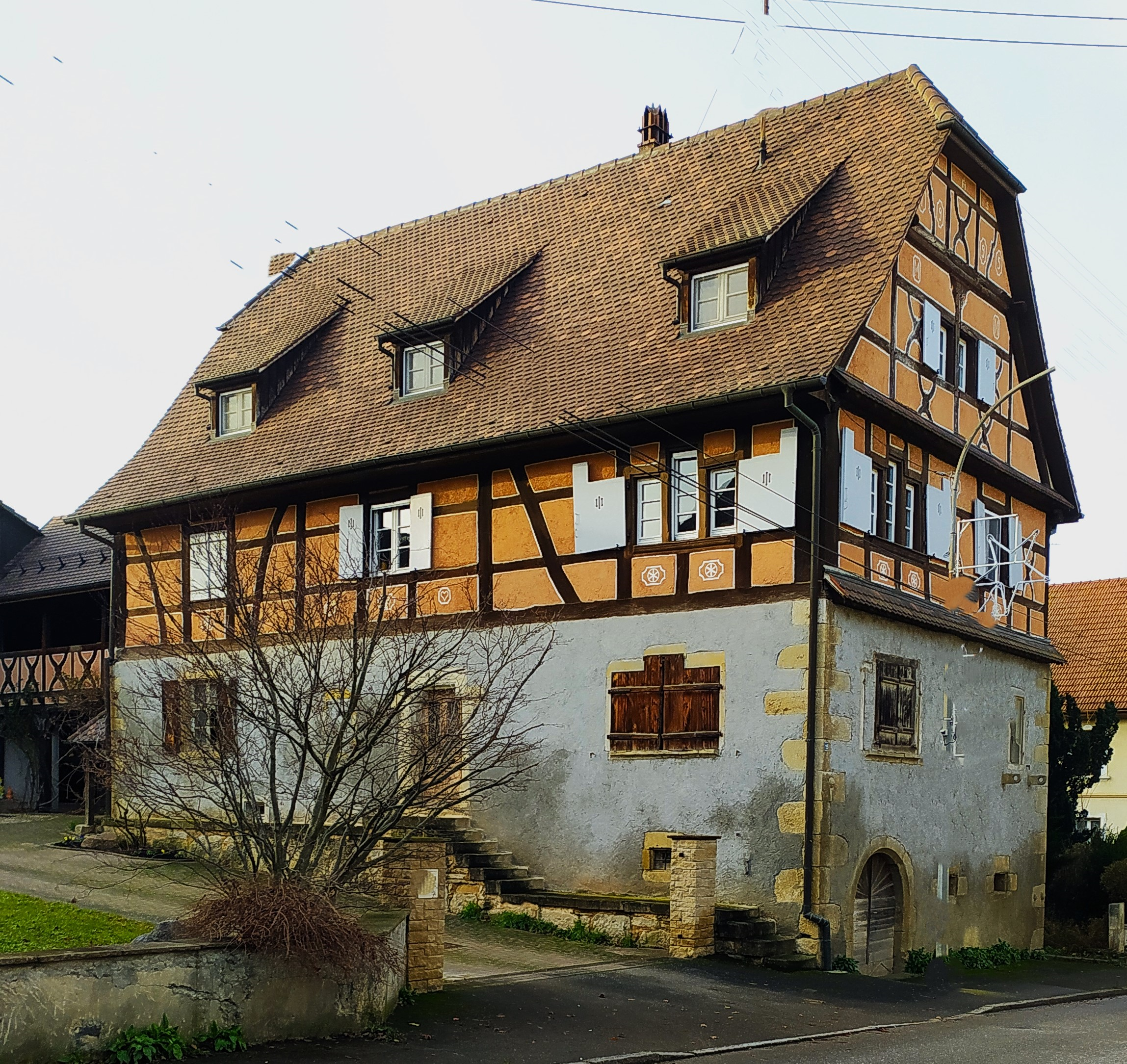
, Rue de Koetzingue Nr. 15

## Geografie
Magstatt-le-Bas im Sundgau liegt etwa zehn Kilometer westlich des Rheins und 15 Kilometer südlich von Mülhausen.
Nachbargemeinden von Magstatt-le-Bas sind Waltenheim im Norden, Uffheim im Osten, Stetten im Süden, Magstatt-le-Haut im Westen sowie Kœtzingue im Nordwesten.

## Geschichte
Neolithische Funde an der Gemarkungsgrenze zu Waltenheim. Gräber der Merovingerzeit. Die beiden Orte Ober- und Niedermagstatt werden 1090 als inferior et superior Mahstat erwähnt. Das ältere Niedermagstatt taucht erstmals in den Urkunden 788 auf. Im Mittelalter gehörte das Dorf zur habsburgischen Herrschaft Oberlandser. Im Westfälischen Frieden 1648 kam es mit dem ganzen elsässischen Besitz der Habsburger an die französische Krone. 
Von 1871 bis zum Ende des Ersten Weltkrieges gehörte Niedermagstatt als Teil des Reichslandes Elsaß-Lothringen zum Deutschen Reich und war dem Kreis Mülhausen im Bezirk Oberelsaß zugeordnet.

### Bevölkerungsentwicklung
| Jahr      | 1910 | 1962 | 1968 | 1975 | 1982 | 1990 | 1999 | 2006 | 2017 |
| Einwohner | 244  | 201  | 206  | 221  | 303  | 337  | 414  | 465  | 475  |

## Bauwerke
- Die noch nach dem Dreißigjährigen Krieg verspätet in gotischen Formen errichtete St. Michaels-Kirche von 1627 wurde 1881 erweitert und baulich verändert. Die beiden Turmobergeschosse neugotisch.
- Geburtshaus von Charles Zumstein

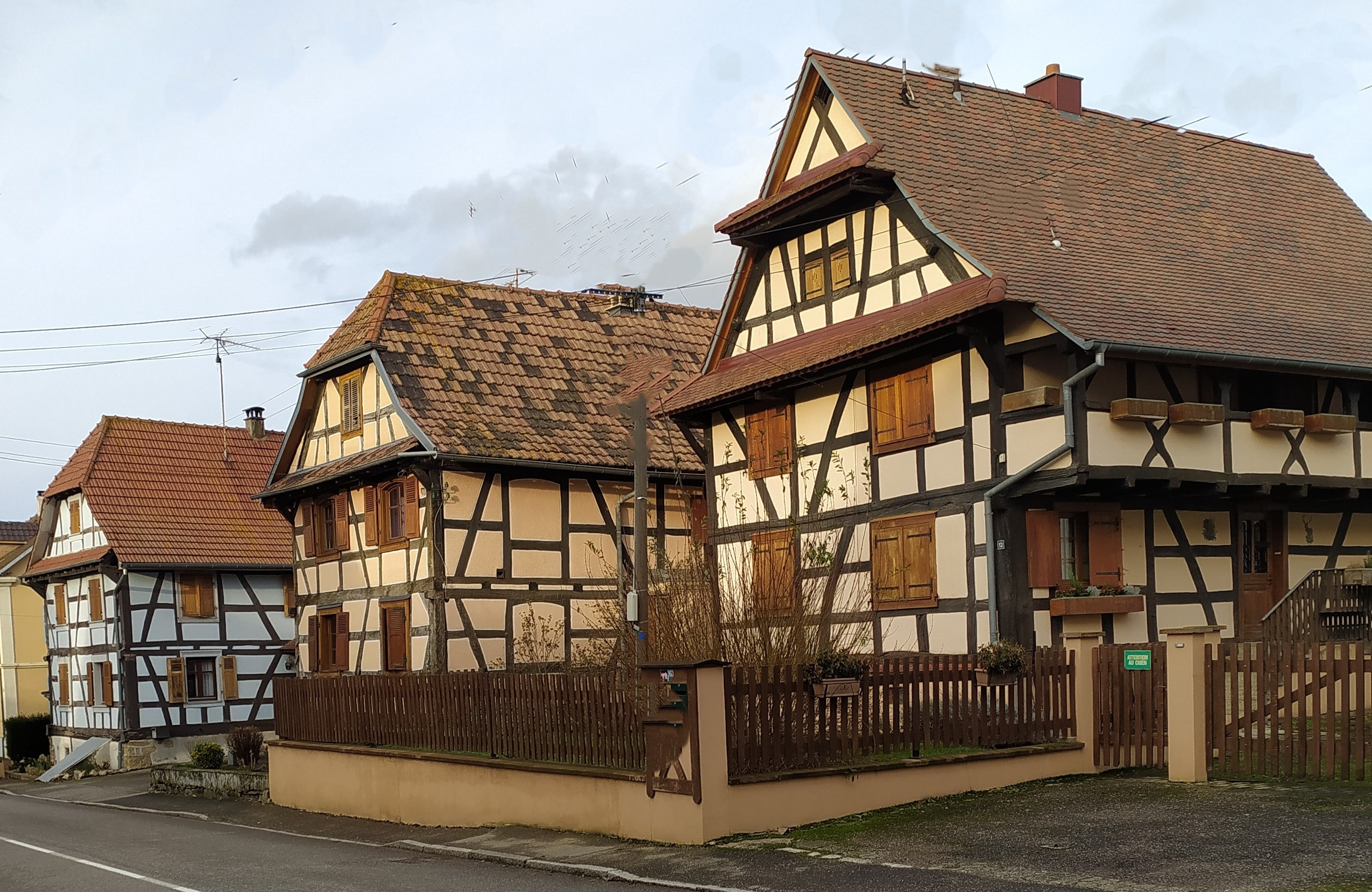
Magstatt-leBas, typische Sundgauhäuser in Stockwerkbauweise mit Wetterdächlein am Giebel, das vorderste Haus ohne den üblichen Krüppelwalm und mit einer von den verlängerten Deckenbalken getragenen Laube

- Ehemaliges Schulhaus, schlichter spätklassizistischer Walmdachbau der Louis-Philippe-Zeit, vor der asymmetrisch gegliederten Fassade eine doppelläufige Treppe. Eingang mit klassizistischen Pilastern gerahmt. Darüber ein rechteckiges Werksteinfeld in der Brüstungszone des Obergeschosses.    Magstatt-leBas, typische Sundgauhäuser in Stockwerkbauweise mit Wetterdächlein am Giebel, das vorderste Haus ohne den üblichen Krüppelwalm und mit einer von den verlängerten Deckenbalken getragenen LaubeZahlreiche gut erhaltene Fachwerkhäuser, beachtenswert insbesondere das Haus Rue de Koetzingue Nr. 15 mit hohem gemauertem (Gewölbe-)Keller- und Erdgeschoss, darüber ein Fachwerkgeschoss mit dem im Sundgau üblichen Krüppelwalm am Giebel und Wetterdächlein. Das dreiteilige spätgotische Gruppenfenster mit überhöhtem Mittelfenster erscheint im gemauerten Teil mit Hohlkehlenprofilen der Fenstergewände und darüber als Holzbauvariante im Obergeschoss. Das Nachbarhaus besitzt ebenfalls ein gemauertes Keller- und Erdgeschoss. Solche Keller deuten auf die frühere Bedeutung des Weinbaus im Dorf hin. - An der Rue de l'Église Nr. 2 ein Haus von 1602 in der altertümlichen Ständerbauweise mit bemerkenswertem Fachwerkdekor an der Giebelseite: geschweifte Andreaskreuze, Rauten, durchkreuzter Kreis und Stern. -  Rue de Koetzingue Nr. 4: Ein großes steinernes spätgotisches Haus mit auffallend massiven Eckquadern und noch einigen gotischen Fenstern mit Hohlkehlenprofilen in den Fenstergewänden und einem Kaffgesims. Baulich sonst stark verändert.

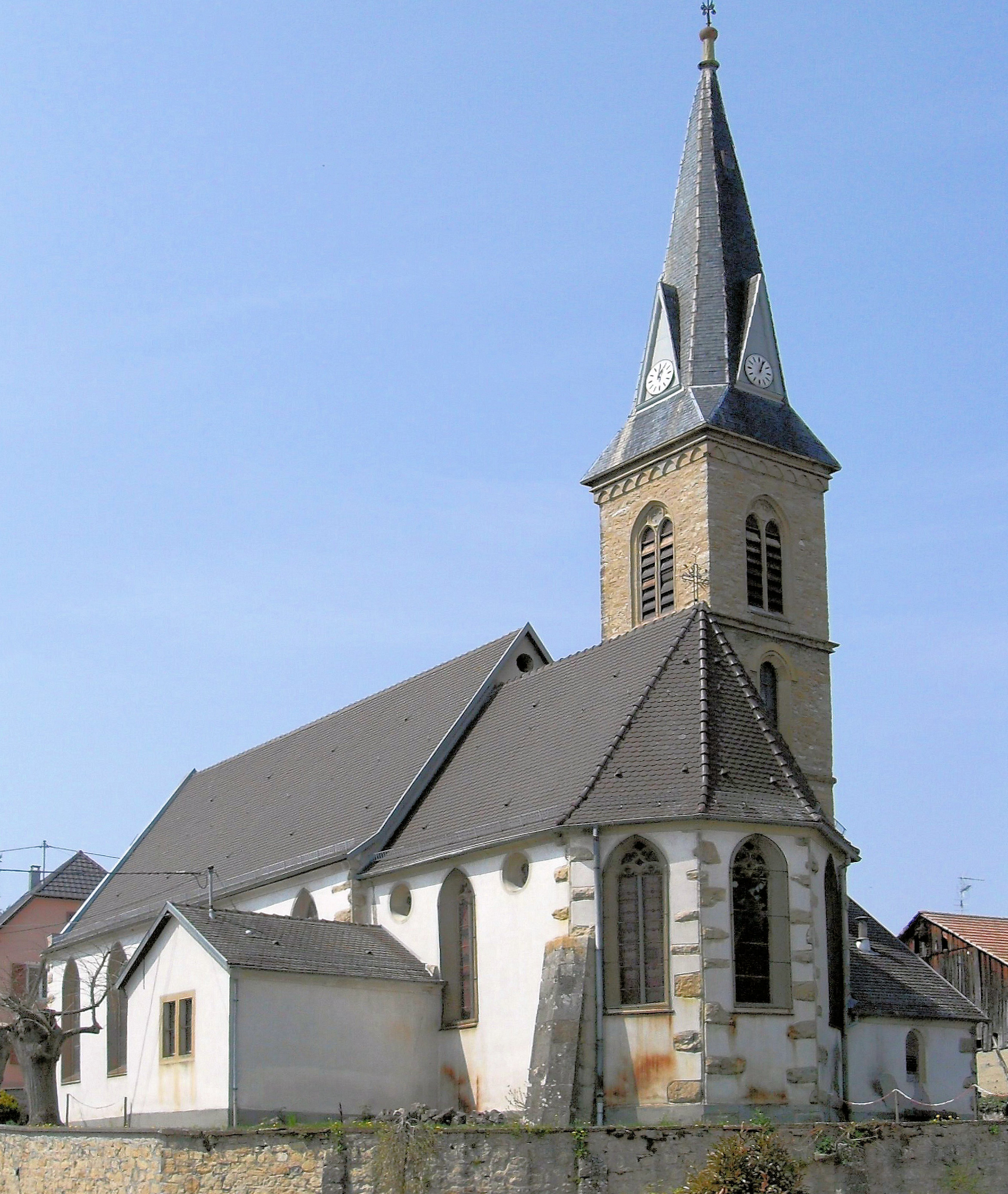
Kirche St. Michael

## Persönlichkeiten
Aus dem Ort stammt Delphine Wespiser (* 1992), Miss France 2012.

## Nachweise
1. 1 2  Gemeindeverzeichnis Deutschland 1900 – Kreis Mülhausen